# Ciutat: diari de la tarda
Ciutat: diari de la tarda va ser un diari reusenc que va substituir breument l'any 1928, el diari Reus: diari de matí / diari de tarda que havia estat suspès per ordre governativa.

## Història
Va començar a sortir el dia 7 de gener de 1928 copiant el mateix format i la mateixa presentació del diari Reus. Segueix la mateixa intencionalitat política i critica principalment l'administració municipal. El redactors del diari en el primer editorial titulat «Salutació» diuen: «Heus ací una fulla que ix al carrer obeint volgudíssimes suggestions, per tal que la sana opinió reusenca no es trobi, encara que sigui temporalment, orfe d'expressió […] Ciutat vol dir Reus, el nostre Reus estimat en el que havem nascut...».
Els principals col·laboradors són els mateixos que els del diari predecessor, principalment: Antoni Martí Bages, Àngel Grau, Joan Arnal, Ricard Ferraté, Josep Iglésies, Jaume Aiguader, Jaume Utrillo i altres. El director era Josep Bordas. El darrer número, l'onze, surt el 19 de gener de 1928 i en l'article «Comiat» diu: «vistos els inconvenients d'ordre tècnic» per a sortir com a diari de tarda, plega sense recança «perquè dimarts vinent, si no hi ha destorb, sortirà de nou nostre estimat confrare Reus».

## Aspectes tècnics
Imprès per Marian Roca al carrer de Galió, tenia quatre pàgines en format gran foli, a cinc columnes. El darrer número, només dues pàgines.

## Localització
- Col·lecció a la Biblioteca Central Xavier Amorós de Reus[3]
- Col·lecció a la Biblioteca del Centre de Lectura de Reus[4]